# 茶路川
茶路川（ちゃろがわ）は、北海道白糠郡白糠町を流れ太平洋に注ぐ二級河川。茶路川水系の本流である。シシャモが遡上する川として知られている。

## 地理
北海道白糠郡白糠町北部の白糠丘陵にある二等三角点（点名「久王別」）より源を発し南へ流れ、白糠町市街地付近で太平洋へと注ぐ。中流から河口にかけて国道392号がほぼ並行して走っている。

## 川名の由来
アイヌ語で「口（その口）」を意味する「チャロ（caro）」に由来するとされる。足寄アイヌが浜に下るときに越えた交通路であり、山田秀三は大切な交通路の川の口なので、こう呼ばれていたのではないかとしている。

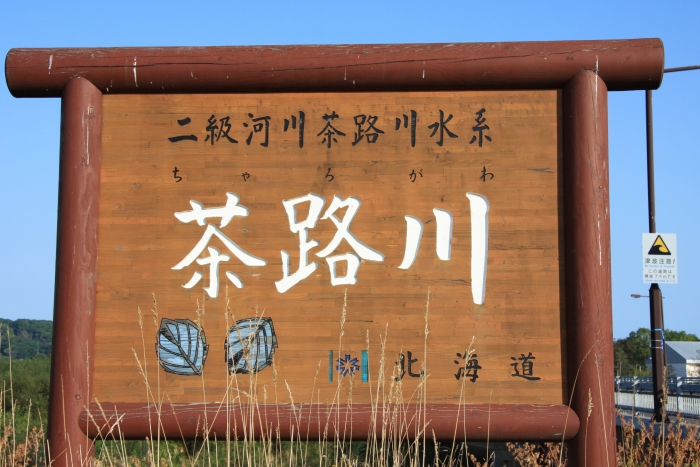
白糠橋にある茶路川の河川標識

## 流域の自治体
北海道
釧路総合振興局白糠郡白糠町

## 支流
- コイカタホロカチャロ川 - 本流
- 石の花川
- 冷水川
- チクベンニナイ川
- タクタクベオベツ川
- イロベツ川
- トンベ川
- ビラウンナイ川
- シュウトナイ川
- 縫別川
- 熊沢
- 大笛川
- 戻辺川
- 和天別川

## 主な橋梁
- 美恵橋 - 国道392号
- 明橋 - 国道392号
- 保静橋 - 国道392号
- 松五郎橋 - 国道392号
- 千代橋 - 国道392号
- 観渓橋
- 高砂橋
- 共栄橋 - 国道392号
- 協和橋
- 茶路橋
- 大苗橋
- 栄橋
- 茶路川橋梁 - JR根室本線
- 白糠橋 - 国道38号